# بریکسلگ
بریکسلگ (به آلمانی: Brixlegg) یک منطقهٔ مسکونی در اتریش است که در ناحیه کوفستاین واقع شده‌است. بریکسلگ ۹٫۱ کیلومتر مربع مساحت دارد ۵۳۴ متر بالاتر از سطح دریا واقع شده‌است.

## خواهرخوانده
شهر آیشاخ خواهرخواندهٔ بریکسلگ هست.